# 白石恭子
白石 恭子（しらいし きょうこ）　日本のシンガーソングライター。 千葉県山武市出身・観光大使。 身長161cm・体重44kg。 所属事務所はクレストミュージック。宣伝室・事務所は、(株)ぱあとなあ 、公式ファンクラブは「歌恭会」。2016年6月CDデビュー。

## 略歴
幼少の頃よりピアノを習い、高校時代に初めて人前でギターを弾きながら歌を唄う。大学卒業後、二年間の一般企業勤務を経て音楽事務所のオーディションを受けて合格、プロ歌手となる。その後、全国各地のライブ会場にて、歌謡曲・ジャズ・オールディーズ・ディスコ・ソウルミュージック・J-POP・演歌など、様々なジャンルを歌うようになる。
2016年6月のデビュー後、2025年8月現在まで 4枚のシングルCDと デジタルシングル1曲を発売。2018年5月に故郷・千葉県山武市の観光大使に就任。11月にファンクラブ「歌恭会」発足。2020年1月、山武市台風被害チャリティーコンサート開催。2021年9月、4thシングル「少しは私に愛を下さい」が、太宰治原作の映画『鳩のごとく蛇のごとく斜陽』のオープニング曲に決定し、三鷹市芸術文化センターで行われた製作発表記者会見にて歌を披露。同映画に女優としても出演。2025年8月 自身の作詞作曲「サマーカーニバル」デジタルリリース開始。
現在もオリジナル曲での活動のほか、ライブハウスなどでは様々なジャンルを歌う。
その他の活動には、司会、ナレーション、ボーカル講師、ディスコバンド“LIKE IT.II”リーダー、ハンドバッグブランド『HAMANO』(濱野皮革工藝(株))アンバサダーなどがある。

## 人物
- 座右の銘：過去は運命,未来は可能性
- 趣味：セルフジェルネイル／ネットショッピング／ドラム／パソコン
- 尊敬する歌手：エラ・フィッツジェラルドはじめ 黒人歌手全般

## ディスコグラフィー

### シングル
1. 雨の言葉 c/w しゃれた囁き[14]　2016年6月15日　日本エンカフォンレコード
2. 風よ涙飛ばして c/w なみだの池[15]　2018年2月　日本エンカフォンレコード
3. ガラスの都会 c/w うわさ美じん[16]　2019年7月　　日本クラウン
4. 少しは私に愛を下さい c/w 朝まだき[8]（詞/曲：小椋佳）　2021年9月[4]　WanganRecords
5. サマーカーニバル (Digital Sigle) [作詞作曲/白石恭子]　2025年8月

## 出演

### テレビ
- テレビ埼玉「演歌街道」レギュラー司会（2024年5月より）
- BS12
  - 「歌のターニングライト!」レギュラー司会（2019年1月-6月）
  - 「小田純平と音楽仲間」番組ナビゲーター
- TOKYO MX「Dreamドライヴ お笑いネタ祭り」司会
- テレビ埼玉「夢劇場音楽堂」
- 日本BS放送「演歌百撰」
- 千葉テレビ｢カラオケトライアル｣｢年またぎスペシャル!魅せます!!演歌歌謡曲!!!｣
- テレビ神奈川
- ケーブルテレビ 他

### ネットテレビ
- Cwave[17]「唄っていいとも」レギュラー司会（2021年7月-）<YouTube配信>

### ラジオ
- エフエム富士「白石恭子のミュージックライブカフェ」パーソナリティ
- 全国コミュニティFM「夜ドン!(夜は行け行け!ド～ンと歌謡曲!)」パーソナリティ
- かつしかFM「やっぱりスペシャル放送!de Show」パーソナリティ

### 国家独唱
- 2016年
  - 1月 第18回 日本知的障害者選手権[18]水泳競技大会 千葉県国際総合水泳場
  - 6月 第19回 日本知的障害者選手権[18]水泳競技大会 横浜国際プール
- 2020年
  - 1月 第3回 日本知的障害者選手権[18]新春水泳競技大会 千葉県国際総合水泳場

## その他

### 掲載誌・WEB掲載記事
- 2018年5月「読売新聞」「毎日新聞」「千葉日報」「新千葉タイムス」に、山武市観光大使就任の記事掲載
- 2020年3月「広報さんむ」山武市台風被害チャリティーコンサート開催[6][7]の記事掲載
- 2021年
  - 6月「YAHOO!ニュース[10][11]」 4thシングル「少しは私に愛を下さい」[8]が、太宰治原作の映画『鳩のごとく蛇のごとく斜陽』[9]のオープニング曲に決定し、三鷹市芸術文化センターで行われた製作発表記者会見[10]にて歌を披露した[11]。
  - 9月「日刊スポーツ」 太宰治の墓前で「少しは私に愛を下さい」歌唱報告をした記事の掲載[19]
  - 9月「東京スポーツ」 小椋佳〝名曲〟とともに女優デビュー！の記事掲載[20]
  - 9月「オトカゼ」"話題の人"として掲載[21]。 "ニュース"に記事掲載[22][23]。

### その他
- 2024年
  - 2月　ハンドバッグブランド『HAMANO』のメインアンバサダーに就任
- 2018年
  - 5月　故郷 千葉県山武市 観光大使に就任
  - 7月　NHK文化センター千葉教室特別講座 講師
  - 9月　故郷 千葉県山武警察署 一日署長
  - 千葉テレビ 「ART OF FIGHT SHOOT BOXING」CM